# Заслуженный учитель Республики Беларусь
«Заслуженный учитель Республики Беларусь» (бел. Заслужаны настаўнік Рэспублікі Беларусь) — почётное звание в Республике Беларусь. Присваивается по распоряжению Президента Республики Беларусь педагогам за профессиональные заслуги и успехи.

## Порядок присваивания

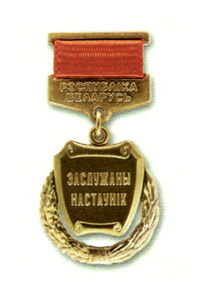
Изображение награды до 2020 года

Присваиванием почётных званий Республики Беларусь занимается Президент Республики Беларусь, решение о присвоении оформляется его указами. Государственные награды (в том числе почётные звания) вручает лично Президент либо его представители. Присваивание почётных званий Республики Беларусь производится на торжественной церемонии, государственная награда вручается лично награждённому, а в случае присваивания почётного звания выдаётся и свидетельство. Лицам, удостоенным почётных званий Республики Беларусь, вручают нагрудный знак.

## Требования
Почётное звание «Заслуженный учитель Республики Беларусь» присваивается школьным учителям, преподавателям училищ и университетов, воспитателям и другим работникам образовательных учреждений (дошкольных, общеобразовательных, профессионально-технических и средних специальных), работающим по специальности не менее 15 лет, за заслуги в педагогической и воспитательной деятельности, обеспечивающей получение учащимися и воспитанниками глубоких знаний, развитие и совершенствование их творческого потенциала.